# Hrabstwo Sunflower
Hrabstwo Sunflower (ang. Sunflower County) – hrabstwo w stanie Missisipi w Stanach Zjednoczonych. Obszar całkowity hrabstwa obejmuje powierzchnię 707,22 mil² (1831,69 km²). Według szacunków United States Census Bureau w roku 2009 miało 29 610 mieszkańców.
Hrabstwo powstało w 1844 roku.

## Miejscowości

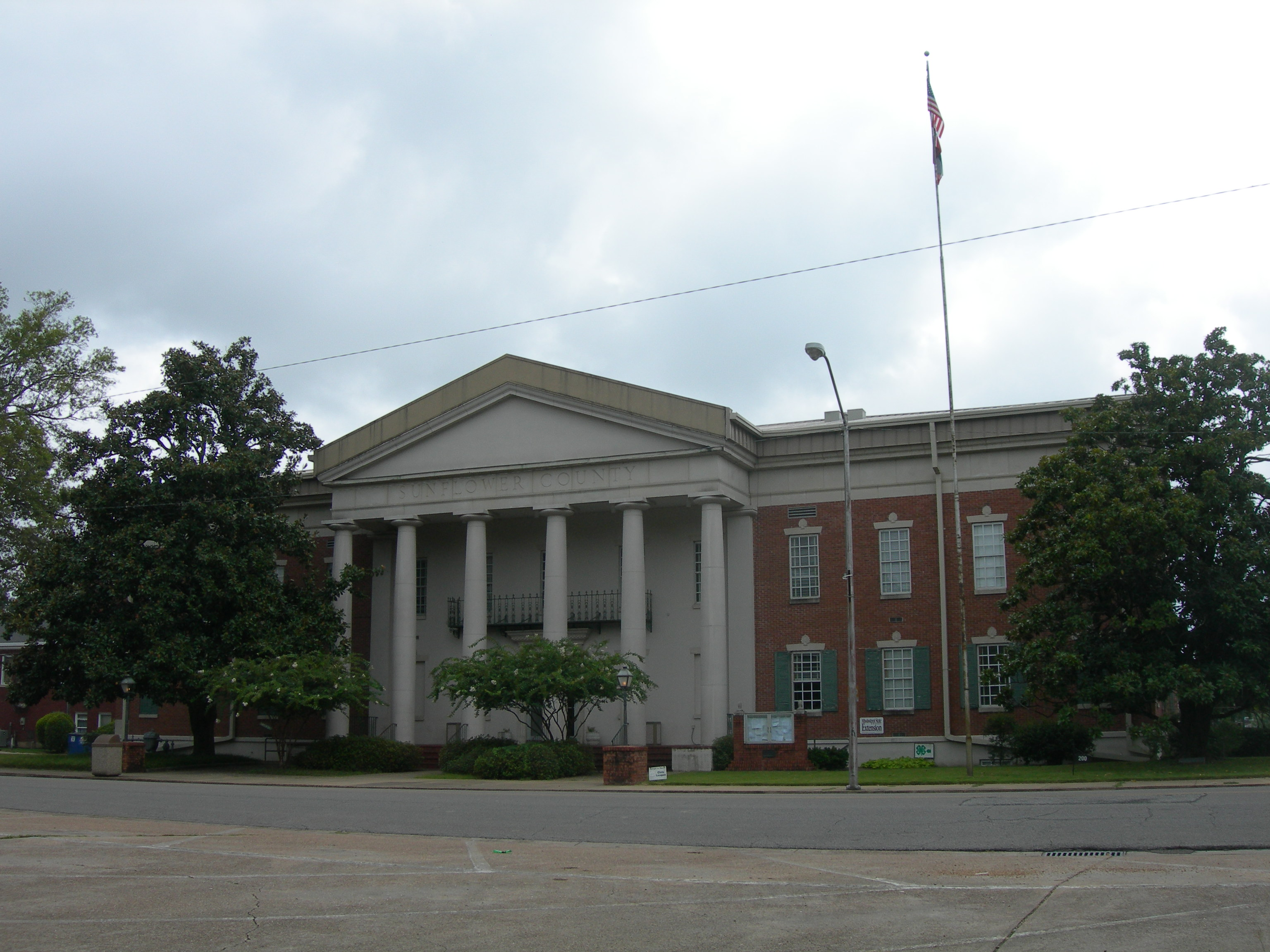
Budynek administracji hrabstwa (courthouse) w Indianola

- Doddsville
- Drew
- Indianola
- Inverness
- Moorhead
- Ruleville
- Sunflower[4]

| Populacja hrabstwa w poprzednich latach | Populacja hrabstwa w poprzednich latach |
| Rok                                     | Liczba ludności                         |
| --------------------------------------- | --------------------------------------- |
| 1980                                    | 34 809                                  |
| 1990                                    | 32 867                                  |
| 2000                                    | 34 369                                  |
| 2005                                    | 32 311                                  |